# Anticarsia pyralina
Anticarsia pyralina är en fjärilsart som beskrevs av Moore 1877. Anticarsia pyralina ingår i släktet Anticarsia och familjen nattflyn. Inga underarter finns listade i Catalogue of Life.